# Регул
Ре́гул (α Leo / α Льва / Альфа Льва / Regulus / Alpha Leonis / α Leonis / Alpha Leo) — ярчайшая звезда в созвездии Льва и одна из ярчайших звёзд на ночном небе.
Регул находится на расстоянии около 77,5 светового года от Солнечной системы. В древности на арабском эта звезда называлось Кальб Аль-Асад (قلب الأسد), что означает «сердце льва»; иногда встречается это наименование в переводе на латынь — Cor Leonis. В древнеиндийской астрономии Регулу соответствует Накшатра Магха. Альфа Льва считается последней в списке звёзд первой величины, поскольку следующая за ней по яркости Адара (ε Большого Пса) имеет звёздную величину 1,50m, что делает её звездой второй величины. Из всех ярчайших звёзд на небе Регул наиболее близко расположен к эклиптике, Солнце подходит к нему на наименьшее расстояние примерно 23 августа каждого года. Это также означает, что Регул время от времени покрывается Луной.

## Характеристики

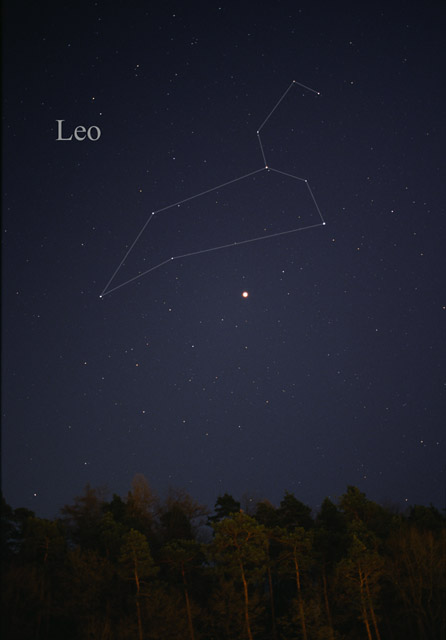
Регул в созвездии Льва и Юпитер (ниже и левее Регула) в 2004 году

Масса Регула примерно в 3,5 раза больше массы Солнца. Это молодая звезда, ей всего несколько сот миллионов лет. Она чрезвычайно быстро вращается, период вращения составляет всего 15,9 часа, что делает её форму сильно сплюснутой (экваториальный радиус на треть больше полярного) и похожей на тыкву. Это приводит к гравитационному потемнению, при котором полюса звезды значительно (на 50 %) горячее и в пять раз ярче (на единицу площади поверхности), чем её экватор. Если бы она вращалась всего на 14 % быстрее, центростремительной гравитационной силы было бы недостаточно, чтобы уберечь звезду от распада. Ось вращения Регула почти совпадает с направлением движения звезды в пространстве. Также выяснено, что ось вращения перпендикулярна к лучу зрения. Это значит, что мы наблюдаем Регул с ребра, и её ярчайший статус на земном небе – не предел. Для наблюдателя Регула со стороны его полюсов на том же расстоянии он должен представляться ещё ярче.
Звезда имеет пару небольших тусклых компаньонов, являющихся двойной системой. Эти звёзды удалены друг от друга на расстояние примерно 100 а.е. и вращаются вокруг их общего центра тяжести с периодом 2000 лет. Данная пара удалена от массивного Регула на расстояние около 4200 а.е. и вращается вокруг основной звезды с периодом 130 тыс. лет. Не исключено, что это сконцентрировавшиеся остатки внешних слоёв предшественника Регула А, частично распавшегося из-за превышения лимита скорости.

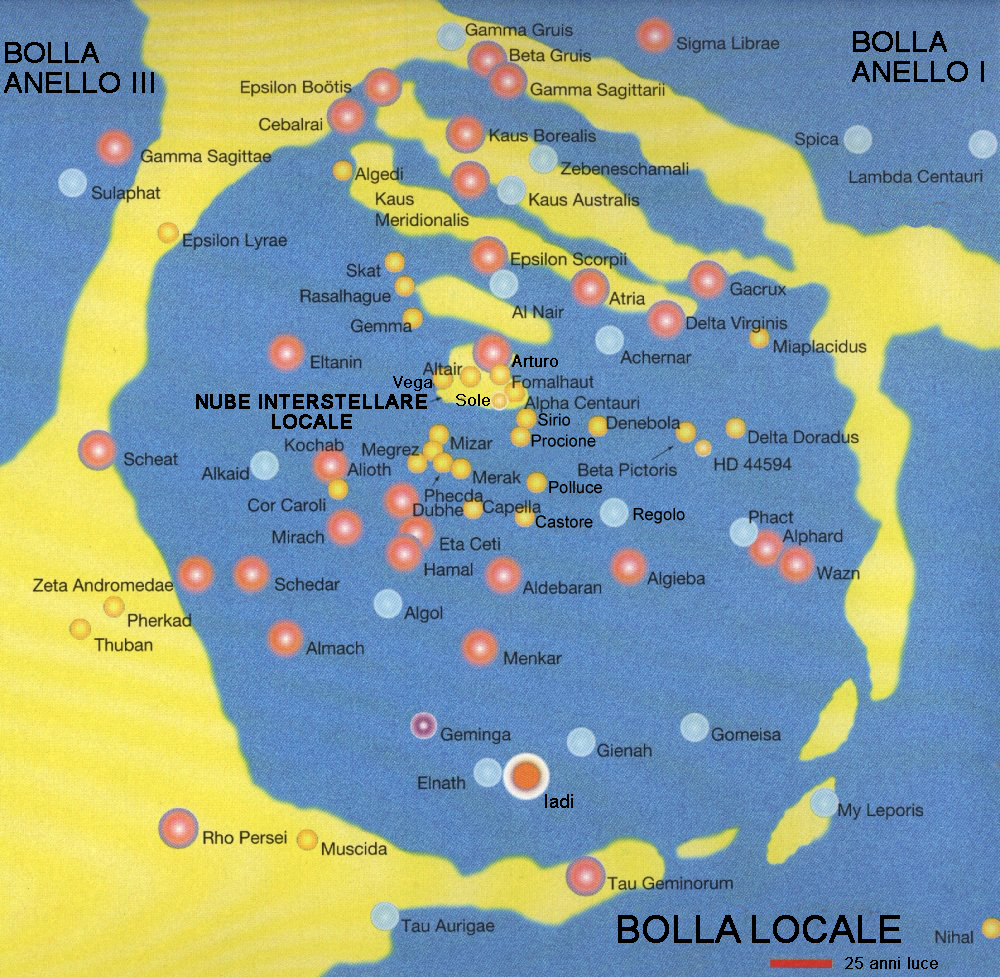
Структура Местного пузыря. Показано положение Регула, Солнца и других звёзд. Изображение ориентировано так, что звёзды, ближайшие к центру Галактики, находятся на его вершине

В 20 угловых минутах на небе к северу от Регула наблюдается карликовая сфероидальная галактика Лев I, являющаяся спутником нашей галактики Млечный Путь.

## Исследования

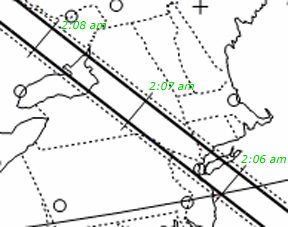
Путь покрытия астероидом (163) Эригоной звезды Регул от Нью-Йорка до Онтарио

В середине апреля 2011 года учёные астрономы из Мичиганского университета смогли создать изображение и уточнить данные о Регуле с помощью оптического прибора, который объединил свет от четырёх телескопов так, что он будто бы приходил от телескопа в сотню раз большего размера. Также ими была опровергнута Теорема фон Цайпеля (Von Zeipel theorem), которая существовала почти 100 лет.
20 марта 2014 года состоялось покрытие астероидом (163) Эригоной звезды Регул, которое наблюдалось в узкой полосе над Северной Атлантикой и в Северной Америке.
9 марта 2021 года с 20:08 до 20:23 по всемирному времени произошло покрытие  9-километровым астероидом (2589) Дэниелом (+16,9m) звезды Регул. Максимальная длительность покрытия составила около 1 с.